# Sphodrus
Sphodrus är ett släkte av skalbaggar som beskrevs av Joseph Philippe de Clairville 1806. Sphodrus ingår i familjen jordlöpare.
Släktet innehåller bara arten Sphodrus leucophthalmus.

## Bildgalleri

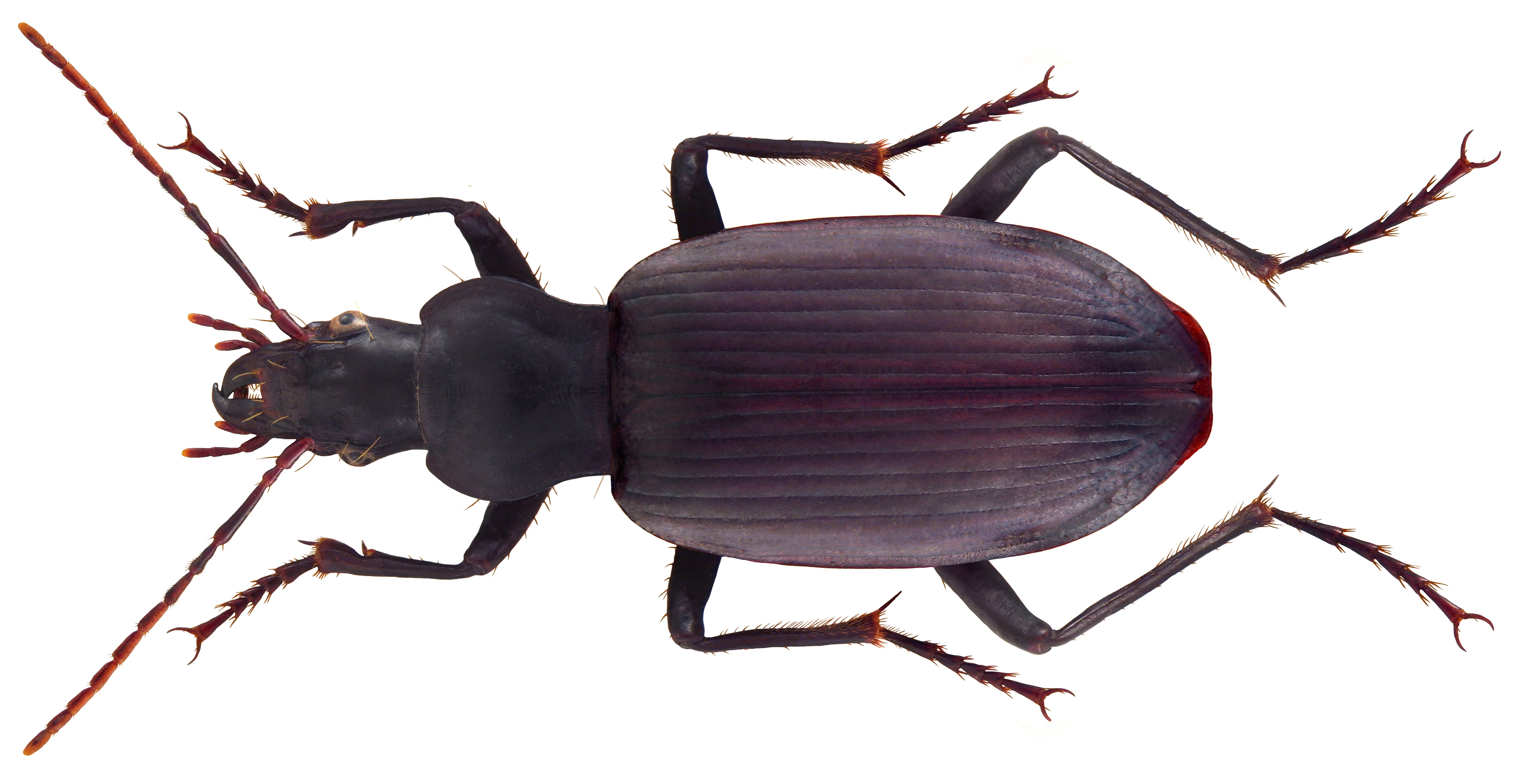